# Selbstobjekt
Der Begriff Selbstobjekt geht auf Heinz Kohut (1913–1981) zurück, in dessen Selbstpsychologie er ein wesentliches Element zur Bildung und Aufrechterhaltung des Selbstwertgefühls eines Individuums darstellt.

## Zum Begriffsverständnis
Der Begriff eines „Selbstobjekts“ mag auf den ersten Blick als in sich widersprüchlich angesehen werden, da wir unter einem „Objekt“ häufig einen Gegenstand verstehen, wie er uns durch die Sinneswahrnehmung in der Außenwelt vermittelt wird. Die Vorstellung eines Innenraums des eigenen Selbst erscheint als unverträglich mit der Bildung eines Kompositums aus „Selbst“ und „Objekt“. Karl Jaspers (1883–1969) hat den Begriff der Subjekt-Objekt-Spaltung geprägt, wie er für das Alltagsverständnis grundlegend ist und die Trennung beider Bereiche voraussetzt.
Für Wolf (1988), einen Schüler Kohuts, ist das Selbst eine „Metapher“, die die „psychische Organisation“ abbildet und die durch die Selbsterfahrung, die „Selbstobjekterfahrung“ (englisch selfobject responses oder self object experiences) sukzessive entsteht. Ein neugeborenes Kind benötigt den Austausch mit einem realen, versorgenden Objekt das zu einer „Strukturierung des Selbst“ führt. Wolf beschreibt jedwede Erfahrung die ein Selbst zu strukturieren vermag oder aber die, die Entwicklung eines Selbstseins unterhält, als „Selbstobjekterfahrung“.

„(...) Präzise definiert ist ein Selbstobjekt weder das Selbst noch das Objekt, sondern der subjektive Aspekt einer das Selbst unterstützenden Funktion, die durch eine Beziehung des Selbst zu Objekten ermöglicht wird, in der die Objekte durch ihre Gegenwart oder Aktivität das Selbst und das Gefühl des Selbsteins entstehen lassen und aufrechterhalten. Als solche bezieht sich die Selbstobjektbeziehung auf eine intrapsychische Erfahrung und beschreibt nicht die interpersonelle Beziehung zwischen dem Selbst und anderen Objekten. (...);
(...) Das Selbst ist der Teil der Persönlichkeit, der ein Gefühl von Selbstsein vermittelt und der sich dadurch entwickeln kann und gestärkt wird, daß er ständig mit Responsivität von Selbstobjekten versorgt wird, die eine dauerhafte Matrix von Selbstobjekterfahrungen zur Verfügung stellen.“

Es wird zwischen „kohärenten“ und „fragmentierten Selbstzuständen“ unterschieden, je nachdem ob, die Erfahrungen mit den „äußeren Objekten“ zu einer stabilisierenden Form des Selbst führt, zu einer stabilen Kohäsion oder eine Regression mit einer graduellen Desorganisation des Selbst eintritt. Kohut differenziert im Wesentlichen zwei Hauptformen der Selbstobjekterfahrung die „spiegelnden Erfahrungen“ („Größen-Selbst“) und die „idealisierenden Erfahrungen“ („idealisierte Elternimago“), er nennt dies das „bipolare Selbst“.
Für Kohut sind die Objekte oder Objektrepräsentanzen, die als Teil des eigenen Selbsts erlebt werden als Selbstobjekte aufzufassen. Hingegen gilt für die „echten Objekte“, dass sie vom eigenen Selbst als getrennt erfahren werden. Er unterschied hauptsächlich zwei Formen von Selbstobjekten:
1. spiegelnde Selbstobjekte
2. idealisierte Selbstobjekte

- Zu 1. Das Selbstwertgefühl eines Menschen entsteht, wächst und stabilisiert sich durch die Erfahrung von Anerkennung, Bestätigung, Zuwendung oder Bewunderung. Objekte, die einem Individuum derartige positive Erfahrungen ermöglichen, nennt Kohut Selbstobjekte. Dies sind zuallererst Personen; aber auch Gegenstände oder Symbole wie beispielsweise Urkunden, Ehrungen usw. können Selbstobjektfunktion für das Selbst eines Menschen entfalten. Hierbei handelt es sich um spiegelnde Selbstobjekte nach Kohut. Das sich hierbei ausbildende Selbstbewusstsein des Kindes nannte Kohut das Größen-Selbst, da das Kind offensichtlich die von außen erhaltene Zuwendung als Steigerung seiner Größe und Vollkommenheit wahrnimmt bzw. da durch diese positive Spiegelübertragung Gefühle von Lebenskraft, Unfehlbarkeit und Allmacht aktiviert werden (Primärer Narzissmus nach Sigmund Freud). Die Bezeichnung der Spiegelung in der Psychologie wurde bereits vor Heinz Kohut von Jacques Lacan (1901–1981) zur Kennzeichnung eines frühkindlichen Entwicklungsstadiums verwendet. Der Begriff der Spiegelung geht auf den antiken Mythos von Narziss zurück.[11]

- Zu 2. Umgekehrt kann auch das Kind ähnlich positive Gefühle auf seine Umgebung übertragen, da es die das eigene Selbst bestätigenden Bezugspersonen ebenfalls als übermächtig und unfehlbar idealisiert und zu ihnen aufblicken möchte. Hierbei handelt es sich um idealisierte Selbstobjekte nach Kohut.[11]

Obwohl die Anwesenheit von verlässlichen Selbstobjekten insbesondere in der Kindheit zum Aufbau eines stabilen Selbstwertgefühls unerlässlich ist, bleibt ein Mensch auch danach sein Leben lang angewiesen auf eine „Matrix" von Selbstobjekten. Er braucht Selbstobjekte für sein psychisches Überleben, so wie er Sauerstoff für sein physiologisches Überleben braucht.“. Selbstobjekte dienen mit anderen Worten zeitlebens der Aufrechterhaltung der narzisstischen Homöostase eines Individuums.
Da es im Grunde weniger die Objekte an sich sind, die das Selbstwertgefühl eines Subjekts beeinflussen, sondern vielmehr deren Funktion, nämlich dem Individuum selbstwertrelevante Erfahrungen zu ermöglichen, verwendet Kohut in seiner Theorie vorwiegend die Begriffe Selbstobjekt-Funktion oder Selbstobjekt-Erfahrung und seltener den (vereinfachenden) isolierten Begriff des Selbstobjekts.

## Entwicklungspsychologische Aspekte
Kohut vertritt in seiner Selbstpsychologie die Auffassung, dass die Entwicklung des kindlichen Selbst eines Menschen von dem es umgebenden „Selbstobjekt-Milieu“ abhängig ist. Erfährt das Kind beispielsweise konstante Wertschätzung von den Eltern, so kann diese Selbstobjekt-Erfahrung dazu beitragen, dass das Kind das Gefühl eines wertvollen Selbst entwickelt. Umgekehrt kann ein brüchiges Selbstwertgefühl dadurch entstehen, dass ein Kleinkind keine ausreichend positiven Selbstobjekte in seinem familiären Umfeld vorfindet, wie das zum Beispiel bei gleichgültigen oder ablehnenden Müttern oder Vätern der Fall ist. In so einem Umfeld wird das Kind im späteren Erwachsenenalter mit größerer Wahrscheinlichkeit eine narzisstische Störung davontragen, die sich unter anderem in einer beständigen Angewiesenheit auf bestätigende Selbstobjekte bzw. Selbstobjekterfahrungen niederschlägt. Solche Menschen sind dann ihr Leben lang mehr als andere abhängig von der Bestätigung und Wertschätzung durch ihre Umwelt und sie unternehmen große Anstrengungen, um sich narzisstische Gratifikationen durch Selbstobjekte zu verschaffen, ohne dass ihnen diese übermäßige Bedürftigkeit bewusst wird. Um diese pathologische (und unbewusste) Abhängigkeit von Selbstobjekt-Erfahrungen auf ein gesundes Maß zu reduzieren, kann eine Psychotherapie hilfreich sein.

## Psychotherapeutische Aspekte
Kohut entwickelte eine Technik für die Behandlung von Menschen mit in der frühen Kindheit erlittenen Selbstobjekt-Defiziten. Seiner Auffassung nach muss der Psychotherapeut dem Patienten in einer ersten Phase einer solchen Therapie als nahezu uneingeschränkt positives Selbstobjekt zur Verfügung stehen, bis jener seine Angewiesenheit auf diese (und andere) Selbstobjekt-Erfahrungen ohne Scham bewusst zu erleben in der Lage ist. Dies kann ein langwieriger Prozess sein, weil eben das eigentlich heilsame Eingeständnis der Abhängigkeit als Gefahr für das ohnehin brüchige Selbst des Patienten gefürchtet und vermieden wird. Gelingt der therapeutische Prozess jedoch, so kann der Patient allmählich seine überdauernde Bedürftigkeit nach Selbstobjekt-Erfahrungen nicht nur erkennen, sondern auch betrauern und schließlich auf ein gesünderes Maß reduzieren, welches ihm eine größere Unabhängigkeit von der beständigen Bestätigung durch die Selbstobjekte ermöglicht.
Da Kohuts Selbstpsychologie auf der Lehre der Psychoanalyse basiert und diese erweitert, wird die beschriebene Art der Psychotherapie vorwiegend von Tiefenpsychologen durchgeführt, auch wenn sie in Teilen mit Behandlungsgrundsätzen der klassischen Psychoanalyse inkompatibel ist. Obwohl Kohut und seine Selbstpsychologie in ihrem Selbstverständnis dem psychodynamischen Therapielager angehören, bestehen doch wesentliche Überschneidungen zur Theorie und Therapiepraxis der klientenzentrierten Gesprächspsychotherapie von Carl Rogers, die sich in einem ähnlichen Zeitraum entwickelte und ebenfalls das Selbst und die Selbstaktualisierung in den Mittelpunkt rückt. Eine reine an Kohut ausgerichtete selbstpsychologische Therapieplanung scheint gegenwärtig nicht im Sinne der deutschen Richtlinienpsychotherapie zu stehen, die für tiefenpsychologisch fundierte Psychotherapie immer noch ein vorwiegend konfliktzentriertes Vorgehen vorschreibt (Faber, Haarstrick. Kommentar Psychotherapierichtlinien, 9. Auflage, Urban & Fischer, München 2012), und wird in der Beantragung im Gutachterverfahren eher abgelehnt.